# Сан-Стефано
Сан-Стефа́но (болг. Сан-Стефано) — село в Бургаській області Болгарії. Входить до складу общини Карнобат.

## Населення
За даними перепису населення 2011 року у селі проживали 116 осіб, з них 114 осіб (99,1%) — болгари.
Розподіл населення за віком у 2011 році:
Динаміка населення: